# 寧芙 (阿拉巴馬州)
寧芙（英語：Nymph）是一個位於美國阿拉巴馬州科尼卡縣的非建制地區。該地的面積和人口皆未知。

## 地理
寧芙的座標為31°20′18″N 86°56′23″W / 31.33833°N 86.93972°W，而該地最高點為海拔高度97米（即318英尺）。